# 荘福寺
荘福寺（しょうふくじ）は岐阜県養老郡養老町にある薬師如来を本尊とする臨済宗南禅寺派の寺院で、山号は久昌山。戦国時代に多芸郡の領主であった丸毛氏の菩提寺。
正確な創建年は不詳であるが、鎌倉時代の武将小笠原長清が鎌倉幕府の許可を得て建立したと伝わる。創建時の宗派及び開山は不明。創建当初は多岐枯木の地にあったという。その後、貞治2年（1363年）に小笠原長清の子孫の丸毛兼頼により中興されている。応仁2年（1468年）、小笠原長清の墓所があった京長清寺が焼失した際に、丸毛長照が小笠原長清の遺骨を当寺に分骨して葬っている。元禄12年（1699）正月に回禄の災いに遭い、一部を焼失するが元文2年（1637年）に再興を果たした。昭和9年（1934年）に牧田川改修工事に伴い現在地に移転する。
丸毛兼頼から丸毛三郎兵衛に至る21代の墓の他、丸毛氏歴代の位牌を祀っている。また、前述の小笠原長清の骨器を蔵し、漆骨蔵器として岐阜県の文化財に指定されている。境内には怨霊が宿り微温を保ち夜毎奇声を上げていた姥石という奇石があったが、寺に滞在していた清巌正徹が歌を詠んで刀を当てたところ以後怪異は止んだと伝わる。